# Benoît le Coffre
Benoît le Coffre, född 1671, död 1722, var en dansk konstnär av fransk härstamning. Han utexaminerades vid konstakademien i Paris och återvände därefter till Danmark, där han år 1700 blev hovmålare hos Fredrik IV. För kungens räkning utförde le Coffre både porträtt och stora takmålningar på Frederiksborgs slott. Även Rosenborgs slott, Eremitageslottet och Kanslibyggnaden innehåller målningar av le Coffre.
le Coffre anses vara en av rokokons tidiga budbärare till Danmark. Hans konst representerar övergången från den franska barocken till den så kallade. régencen.